# Haubenperlhühner

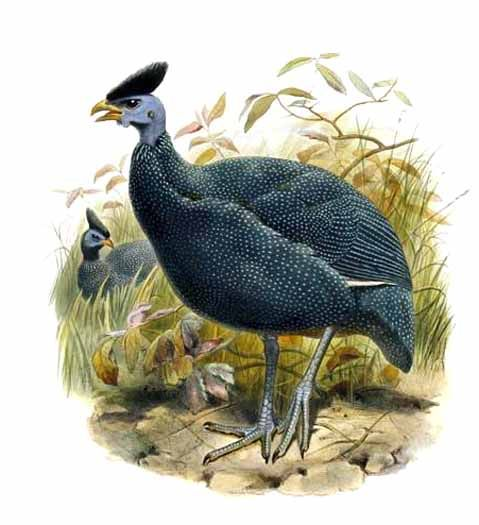
Schlichthauben-Perlhuhn

Die Haubenperlhühner (Guttera) sind eine Gattung der Perlhühner. Zu dieser Gattung gehören mit dem Schlichthauben-Perlhuhn und dem Kräuselhauben-Perlhuhn zwei Arten, die beide in Subsahara-Afrika vorkommen und Waldbewohner sind. 
Die Bestandssituation beider Arten wurde 2016 in der Roten Liste gefährdeter Arten der IUCN als „Least Concern (LC)“ = „nicht gefährdet“ eingestuft.

## Merkmale
Haubenperlhühner unterscheiden sich von anderen Arten in der Familie der Perlhühner durch eine dichte Stirn- und Scheitelhaube aus aufrecht stehenden bürstenartigen oder gekräuselten Federn, die auf einem Hautkissen aus fettreichem Bindegewebe sitzen. Dieses wird seinerseits von einer Knochenleiste zwischen den Nasenbeinen gestützt. Als weiteres Merkmal sind die übrigen Kopfteile und der Oberhals (weitgehend) unbefiedert. Einige der Unterarten haben einige wenige Borstenfedern in der Kinnregion. Haubenperlhühner kennzeichnet außerdem eine Hautfalte, die an der Grenze zum befiederten Unterhals den Hinterhals umrundet.
Das Gefieder beider Arten ist überwiegend schwarz und weist dichte weiße oder hellbläuliche Perlflecke auf. Bei einigen Unterarten ist das Halsgefieder kastanienbraun überwaschen und nicht geperlt. Die Außenfahnen der äußeren Armschwingen sind bei allen Arten entweder weiß oder isabellfarben, was auch bei zusammengefalteten Flügeln erkennbar ist. Es gibt keinen auffälligen Geschlechtsdimorphismus, die Männchen sind lediglich etwas größer als die Weibchen. Beide Geschlechter haben keine Sporen an den Läufen.

## Arten, Unterarten und ihr jeweiliges Verbreitungsgebiet
Folgende Arten und Unterarten werden für die Haubenperlhühner unterschieden:
- Schlichthauben-Perlhuhn (Guttera plumifera)
  - G. p. plumifera (Cassin, 1857) – Kamerun, Äquatorial-Guinea, Gabun und Republik Kongo westlich des 16. östlichen Längengrades.
  - G. p. schubotzi Reichenow, 1912 – östlicher Teil der Republik Kongo und Demokratische Republik Kongo.
- Kräuselhauben-Perlhuhn (Guttera pucherani)
  - G. p. pucherani (Hartlaub, 1861) – Kenia-Haubenperlhuhn oder Pucheran-Haubenperlhuhn – Somalia bis Tansania, Sansibar und Tumbatu.
  - G. p. barbata (Ghigi, 1905) – Malawi-Haubenperlhuhn – Südosten Tansanias bis in den Osten von Mosambik und Malawi.[4]
  - G. p. edouardi (Hartlaub, 1867) – Sambesi-Haubenperlhuhn –  Osten von Sambia bis nach Mosambik und den Osten von Südafrika.
  - G. p. sclateri (Reichenow, 1898) – Sclater-Haubenperlhuhn – Nordwesten Kameruns.
  - G. p. verreauxi (Elliot, 1870) – Westafrikanisches Haubenperlhuhn – Guinea-Bissau bis in den Westen von Kenia, Angola und Sambia.

## Haltung
Von den Haubenperlhühnern wird wegen des interessanten Erscheinungsbildes das Kräuselhauben-Perlhuhn häufiger in Zoologischen Gärten gezeigt. Auch wenn sie in ihrem natürlichen Verbreitungsgebiet scheue und heimlich lebende Vögel sind, werden sie in Gefangenschaftshaltung schnell zutraulich. Die ersten Haubenperlhühner wurden um die Mitte des 19. Jahrhunderts nach Europa importiert.

## Einzelbelege
1. ↑  
Guttera pucherani in der Roten Liste gefährdeter Arten der IUCN 2016. Eingestellt von: BirdLife International, 2011. Abgerufen am 28. Januar 2018.
2. ↑  
Guttera plumifera in der Roten Liste gefährdeter Arten der IUCN 2016. Eingestellt von: BirdLife International, 2009. Abgerufen am 28. Januar 2018.
3. 1 2  Raethel: Hühnervögel der Welt, S. 721.
4. ↑  Raethel: Hühnervögel der Welt, S. 728.